# Il matrimonio russo
Il matrimonio russo è un dipinto a olio su tela (68×97 cm) realizzato nel 1909 dal pittore Marc Chagall. È conservato alla Stiftung Sammlung E. G. Bührle di Zurigo.

## Descrizione
Quest'opera giovanile, firmata e datata in basso a sinistra in caratteri cirillici e latini, risale all'ultimo dei quattro anni trascorsi da Chagall a San Pietroburgo, precedenti al suo viaggio a Parigi. Dipinta a ventidue anni, la tela mostra già il distacco dell'artista dall'insegnamento accademico, a favore di un linguaggio autonomo, denso di suggestioni del paese natale, Vicebsk, dove la maggior parte della popolazione era ebrea. Anche il soggetto è uno dei temi più cari al pittore. Lo scarno corteo nuziale, con la sposa che col vestito bianco spicca sulla monotonia dei colori smorti delle altre figure, scende su un'ampia strada non pavimentata, priva di alberi, fiancheggiata da qualche casa di legno. Al passaggio degli sposi, preceduti da un suonatore di violino, come sempre nei matrimoni ebraici, i rari passanti si arrestano per un attimo: il vecchio con i secchi sulle spalle, un uomo e una donna con i pesi, e altre figure in secondo piano a sinistra. Il quadro fu acquistato da Maxim Moisevitch Vinaver, redattore della rivista «Voshod», che finanziò il soggiorno parigino di Chagall.